# Silex Films
 (décembre 2024).
 (avril 2024).
Il peut être nécessaire de l'améliorer pour respecter le principe de neutralité de point de vue. Veuillez consulter la page de discussion pour plus de détails.

Silex est une société de production de longs-métrages, fictions et documentaires créée en 2009 et dirigée par Priscilla Bertin et Judith Nora. En 2015, fonde le studio Silex Animation à Angoulême.

## Longs-métrages
- 2011 : L'Hiver dernier
- 2013 : Le Grand'Tour
- 2015 : Connasse, princesse des cœurs
- 2016 : Solange et les Vivants
- 2018 : Le vent tourne[5],[6]
- 2020 : Rose
- 2023 : Le Paradis de Zeno Graton
- 2024 : La Vie de ma mère de Julien Carpentier

## Courts-métrages
- 2010 : Comme un chien
- 2011 : Ailleurs seulement
- 2011 : Innocente
- 2012 : Mademoiselle Kiki et les Montparnos
- 2015 : Rhapsody
- 2015 : My Job Is Fantastic
- 2018 : La Belle Affaire

## Documentaires
- 2009 : Un voyage américain : sur les traces de Robert Frank
- 2010 : L'Heure du départ
- 2012 : Smells Like Hip Hop
- 2014 : Gadjo, un prince chez les Manouches
- 2015 : Les Aventuriers de l'art moderne
- 2016 : Touche Française
- 2019 : French Game

## Séries
- 2020 : Stalk
- 2023 : Les QuiQuoi[7]

## Programmes courts
- 2012 : Gym Couine - saison 1
- 2013 : Gym Couine - saison 2
- 2013 : Connasse
- 2020 : Culottées adaption de Culottées — Des femmes qui ne font que ce qu'elles veulent, de Pénélope Bagieu (Ed. Gallimard)[8],[9]

## Films d'art contemporain
- 2012 : C.H.Z de Philippe Parreno
- 2013 : Grosse Fatigue de Camille Henrot[10]